# Igreja de São Francisco de Paula em Monti
San Francesco da Paola ai Monti ou Igreja de São Francisco de Paula é uma igreja titular de Roma, Itália, dedicada a São Francisco de Paula, fundador da Ordem dos Mínimos, cujos frades ainda servem no local e que serve de sede da ordem. Foi erigida no século XVIII e está localizada no rione Monti. É a igreja nacional dos calabreses na cidade.

## História

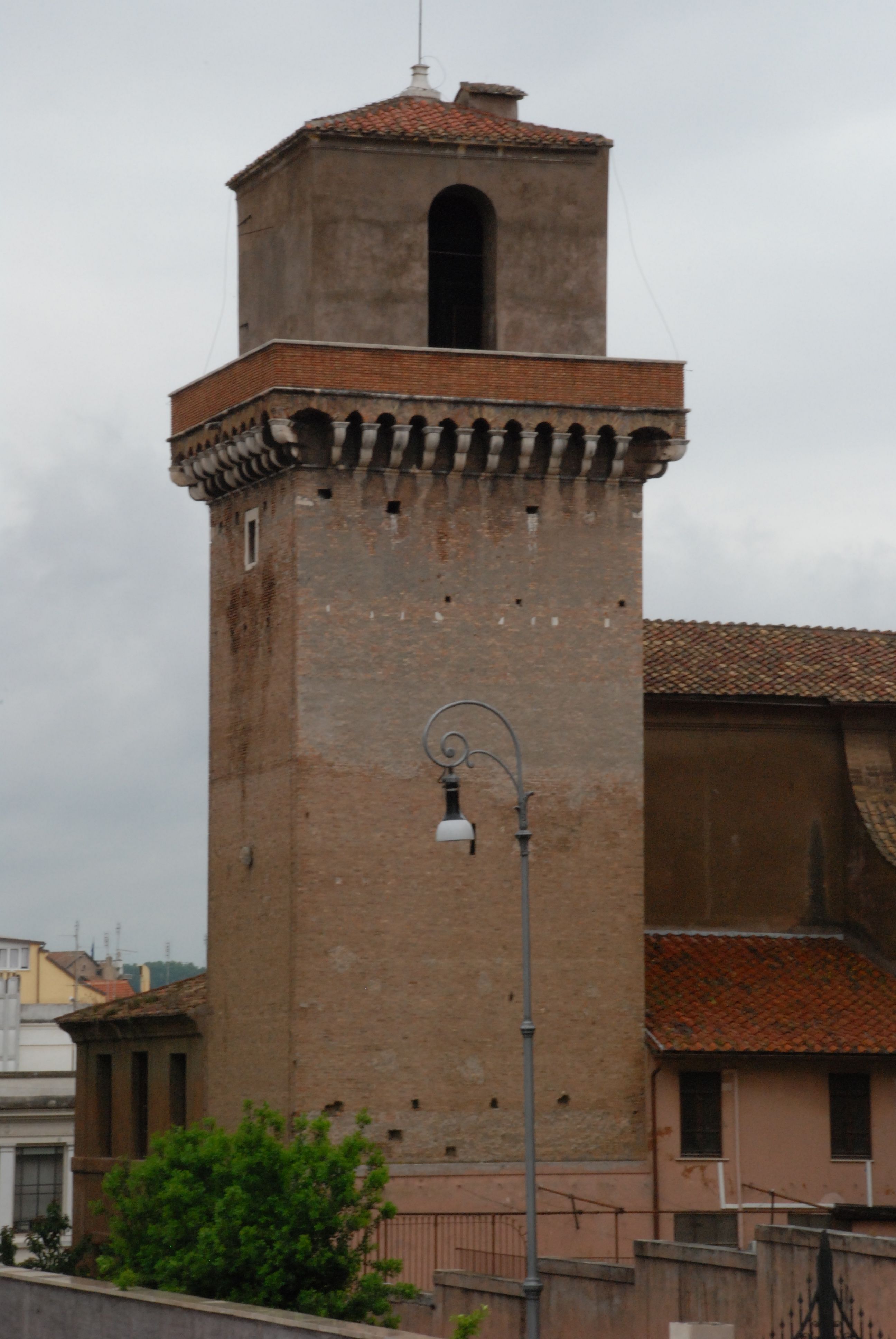
Campanário da igreja, a antiga Torre dei Margani (ou Torre dei Borgia).

O edifício foi construído entre 1645 e 1650 com fundos doados por Olimpia Aldobrandini Pamphili, que era descendente de calabreses como São Francisco. Foi projetada por Gioan Pietro Morandi e entregue aos frades mínimos, tornando-se em seguida a igreja nacional da comunidade calabresa em Roma. Um altar-mor em estilo barroco tardio foi criado por Giovanni Antonio de Rossi (c. 1655), a quem também se atribui o sacrário de madeira da igreja. Nenhum campanário foi construído especialmente para a igreja, que reutilizou a Torre dei Margani (ou Torre dei Borgia), do século XII, o que acabou por preservar o brasão medieval da torre.
Porém, a igreja como um todo só foi consagrada em 10 de julho de 1728 pelo papa Bento XIII. A parte inferior da fachada foi retrabalhada em gesso no século XVIII e toda a igreja passou por uma reforma em 1826, por ordem do papa Leão XII.

## Capelas
A igreja abriga um ícone de São Francisco que, acredita-se, seja uma cópia de um retrato do santo. Outras cenas de sua vida e seus milagres podem ser vistas na sacristia. As obras de Giuseppe Chiari sobre o mesmo tema estão na segunda capela do lado sul.
O teto da sacristia foi pintado por Sassoferrato com uma "Virgem Maria Aparecendo para São Francisco de Paula". Na parede lateral está "Crucificação e São Francisco de Paula", de Francesco Cozza.
Ao lado da porta para o presbitério estão os túmulos de Lazzaro Pallavicini e Giovanni Pizzullo, ambos decorados com bustos de Agostino Corsini.